# José Antonio de Ugarte

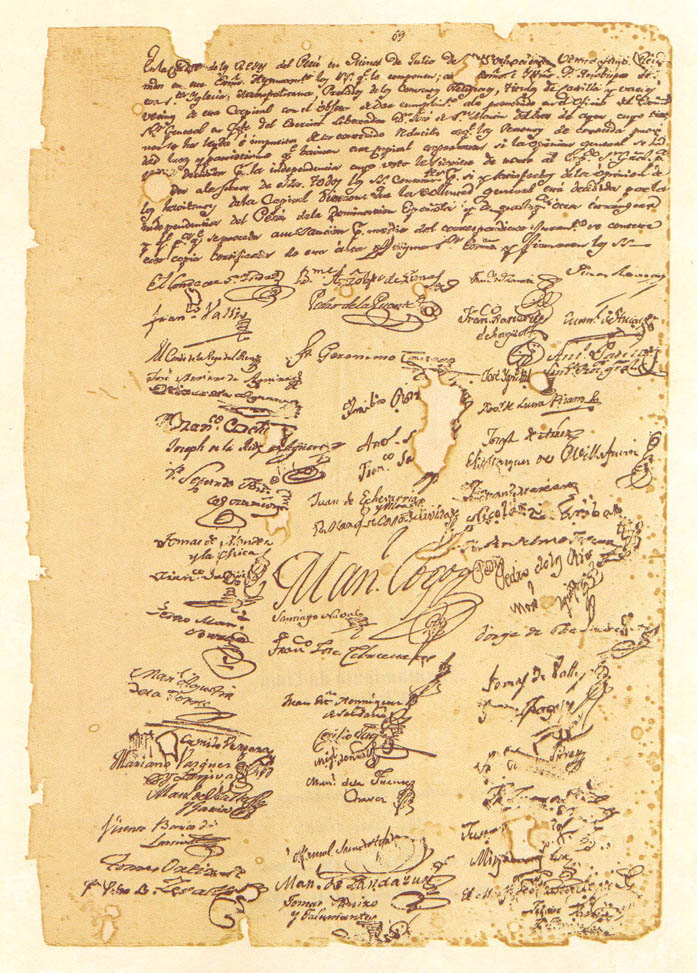
Acta de la Independencia del Perú.

José Antonio de Ugarte (Lima, 1 de septiembre de 1758) fue un hidalgo peruano, ciudadano notable firmante del Acta de la Independencia del Perú. Bisabuelo paterno del héroe peruano Manuel Sebastián Ugarte y Moscoso.

## Biografía
José Antonio Egidio de Ugarte y Gaviño (en otros textos, Gabiño), fue hijo de Agustín José de Ugarte y Martínez de Palacios. Agustín José de Ugarte nació el 18 de agosto de 1717 en Lima (bautizado el 9 de febrero de 1718), fue Capitán de las Compañías de la Nobleza en el Perú, y Alguacil Mayor del Ilustre Cabildo, Justicia y Regimiento de Lima. Probó su hidalguía en la Chancillería de Valladolid el 17 de julio de 1782. Agustín José de Ugarte se casó en Lima con Doña Andrea Gaviño y Reaño (hija de Lorenzo Manuel de Gaviño y Sereno, y de Juana de Riaño y Ayala), y tuvieron siete hijos. En el hogar formado por este matrimonio criollo peruano nacieron y crecieron José Antonio de Ugarte y sus hermanos Leonor, Mauricia, María Casimira, Lorenzo Mariano Joseph, Juana María, y Mariana. Siendo su familia cristiana, católica, José Antonio de Ugarte fue bautizado el 30 de octubre de 1758.
Aunque los padres de José Antonio de Ugarte eran peruanos de nacimiento, también era descendiente de vascos. Su abuelo, Gaspar Emiliano de Ugarte y Lecanda, bautizado el 12 de noviembre de 1690, en San Juan Bautista, Orozco (País Vasco), en 1708 migró a América en donde fue Fiscal Real y Alcalde de Guayaquil, Contador de la Real Hacienda en el Presidio de Guayaquil, y se casó (en 1710) con la limeña Doña María Josefa de Martínez de Palacios (hija de Bricio Martínez de Palacio y Rodríguez, y de Antonia de Guzmán y Calvo).

## El Cabildo de Lima
El 4 de marzo de 1784 en El Sagrario (Arequipa) José Antonio de Ugarte contrajo nupcias con Doña Petronila de la LLosa y Zegarra (hija de Josef Antonio de la Llosa y Carbonera y de Antonia Zegarra y Salazar). Tuvieron cuatro hijos (José María, Mariano Buenaventura, Tomás y María Dominga).
El 7 de diciembre de 1820 (según las bases de la Constitución de 1812 que restableció Fernando VII), se eligió el nuevo Cabildo de Lima, el segundo establecido por elecciones durante el Virreinato del Perú.

## La Independencia del Perú

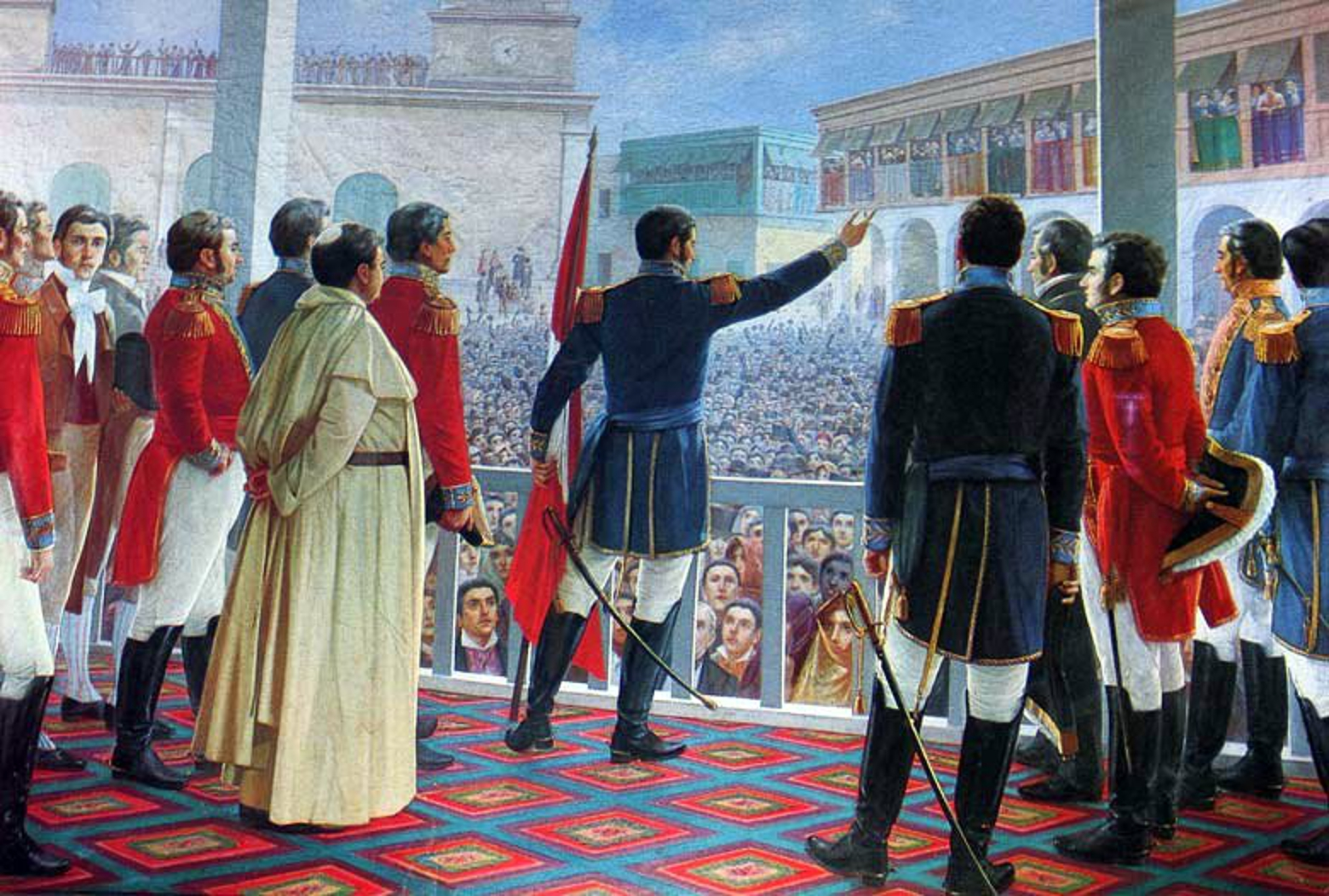
Proclamación de la Independencia del Perú, por parte del Libertador General José de San Martín.

En 1821, cuando el Libertador José de San Martín llegó a Lima liderando la Corriente Libertadora del Sur (mucho antes que llegara la Corriente Libertadora del Norte encabezada por Simón Bolívar), para consultar la voluntad de los pueblos siguiendo el modelo legal de las Cortes de España, el 14 de julio solicitó al Ayuntamiento que convocase a una Asamblea o Junta de Notables (personajes ilustres) de la ciudad más importante del poder imperial español en Sudamérica, Lima, Capital del Virreinato del Perú . El Ayuntamiento, respondiendo formalmente a José de San Martín ese mismo día, convocó a José Antonio de Ugarte y a otras reconocidas personalidades como él (339 ciudadanos ilustres de la ciudad) para el día siguiente. Es así como la Asamblea de Notables, en conformidad con las aspiraciones de la población, decidió unánimemente que se optaba por declarar la independencia del Perú respecto del dominio colonial español. Luego de llegarse a tal trascendental acuerdo (ruptura con un sistema), marcando un hito significativo en la escritura de una nueva historia, ese día (15 de julio de 1821), José Antonio de Ugarte  firmó el Acta de la Declaración de Independencia del Perú (que se guarda en el Archivo General de la Nación de la República del Perú), junto con José de la Torre Ugarte, Hipólito Unanue, José de la Riva-Agüero, Toribio Rodríguez de Mendoza, Francisco Xavier de Luna Pizarro, Francisco Javier Mariátegui, Justo Figuerola, Bartolomé De Las Heras, Isidro de Cortázar y Abarca, José Ugarte, y otros ilustres personajes también presentes en la Asamblea.
Fue de esta manera que ya contando con la legitimidad política y la correspondiente justificación legal que convenientemente proporcionaba el Acta de la Independencia del Perú, en Lima, el 28 de julio de 1821, primero en la Plaza de Armas, luego en la Plazuela de La Merced, y finalmente en la Alameda de Los Descalzos, ante entusiasta audiencia, el General José de San Martín públicamente proclamó la Independencia del Perú.

## Guerra entre Perú y Chile
José Antonio de Ugarte fue padre de Mariano Ventura Ugarte y Llosa, quien a su vez fue padre de Manuel María Ugarte y Menaut, quien a su vez fue padre de Manuel Sebastián Ugarte y Moscoso, Héroe de la Medicina Naval del Perú y de la Compañía General de Bomberos Voluntarios del Perú, quien sacrificó su vida en la Guerra del Pacífico, al provocar el hundimiento de la Janequeo en el Combate de lanchas torpederas, la noche del 24 al 25 de mayo de 1880, durante el Bloqueo del Callao.